# Grotte des Deux-Ouvertures
La grotte des Deux-Ouvertures est une grotte ornée située en France sur la commune de Saint-Martin-d'Ardèche, dans le département de l'Ardèche en région Auvergne-Rhône-Alpes.
La grotte a été classée au titre des monuments historiques le 10 août 1990. 
Elle fait partie d'un ensemble important situé à la sortie des gorges de l'Ardèche et composé de six grottes ornées attribuées au Paléolithique supérieur (grotte Sombre, Chabot, Figuier, Huchard, Tête-du-Lion).

## Historique des recherches
La première partie de la grotte des Deux-Ouvertures est une cavité connue de longue date. Elle est notamment signalée dès la fin du XIXe siècle. Le secteur profond et son ornementation pariétale ont, quant à eux, été découverts le 23 décembre 1985 par les membres du GRESS après une désobstruction qui dura près d'une année.
En 1987, une première campagne de fouille et de relevé y a été menée par J.-L. Porte et B. Gély. À l'exception de sondages sous le porche en 1990 par G. Onoratini, ces recherches restèrent toutefois sans suite, jusqu'à la reprise des études en 2007 par M. Philippe sous un angle paléontologique et archéozoologique.
Depuis 2008, la grotte des Deux-Ouvertures fait l'objet (aux côtés de la grotte aux points d'Aiguèze, de la grotte de la Tête du Lion et de la grotte Huchard) de recherches pluridisciplinaires menées sous la direction de Julien Monney dans le cadre du projet "Datation Grottes Ornées" (DGO). Les opérations de terrain comprennent à la fois un relevé exhaustif des gravures rupestres, des sondages archéologiques, une numérisation 3D du site, ainsi que des études paléontologiques, géomorphologiques, géoarchéologiques et ichnologiques.
Ces recherches sont encore en cours (2020).

## Fréquentations animales
Avant d'être une grotte ornée au Paléolithique supérieur, la grotte des Deux-Ouvertures a été fréquentée par les ours des cavernes. 

## Traces de fréquentations humaines
Les traces de fréquentation humaine attribuées au Paléolithique supérieur comprennent notamment des gravures pariétales accompagnées de quelques rares tracés rouges et noirs, ainsi que des restes humains.

## Protection
La grotte des Deux-Ouvertures est inscrite au titre des Monuments historiques depuis le 10 août 1990. Elle n'est pas ouverte à la visite.

### Émissions radiophoniques
- « Lascaux saison 4 : un art quasi mort et très enterré ». La Série Documentaire. France Culture (12 au 15 décembre 2016). (écouter en ligne).